# Az idegen nő
Az idegen nő Vincenzo Bellini 1829. február 14-én, a milánói Teatro alla Scalában bemutatott háromfelvonásos operája. A darabban feltűnően kevés az ária, annál több a recitativo accompagnato. Ezek többsége ariososzerű rövid kitérőkbe, megállásokba torkollik. Ezzel Bellini tolla nyomán megszületett a canto declamato.

## Az opera szereplői
| Szereplő                           | Hangfekvés |
| ---------------------------------- | ---------- |
| Alaide, elűzött királynő           | szoprán    |
| Leopold Valdeburg báró, a bátyja   | bariton    |
| Ugo, Montellino grófja             | bariton    |
| Isoletta, a leánya, Arturo jegyese | szoprán    |
| Artúr, Ravenstel grófja            | tenor      |
| Osburg, a bizalmasa                | tenor      |
| A prior                            | basszus    |

- Történik: a kora középkorban.
- Megjegyzés: a szövegkönyvírója eredetileg a német nevek olaszos változatát használta: Valdeburgo, Osburgo

## Az opera cselekménye

### I. felvonás
Isoletta és Artúr jegyben járnak. Isoletta elmeséli apjának, hogy a tó közelében lévő tavon egy titokzatos, lefátyolozott idegen nőt pillantott meg, aki azt suttogta: Artúr. Isoletta jegyese pedig már jó ideje nem mutatkozott. Közben a tavon újra feltűnik a rejtélyes idegen, a halászok összesúgnak a láttán. Artúr már akkor is furcsán viselkedett, amikor megtudta, hogy Fülöp király száműzte feleségét, Merániai Ágnest, és helyette Isamberga dán hercegnőt vette feleségül. Artúr ezután minden áron fel akarta keresni a száműzöttet, most meg titokzatos eltűnései felkeltik a gyanút, hogy a tavon fel-felbukkanó idegen nővel találkozgat titokban. Osburg a gróf és leánya megnyugtatása véget elvállalja, hogy utánanéz a férfi titkának.
Az ismeretlen hölgy nem más, mint Alaide, aki a tó egyik szigetén éldegél, a külvilágtól elzárva. Arturo is itt keresi fel. Az asszony eleinte nem akar mutatkozni előtte, majd amikor a férfi már menni készülne, hirtelen előlép rejtekéből. Alaide is viszonozza a férfi érzelmeit, mégis arra kéri, ne keresse fel többé, ne próbálja meg kideríteni a kilétét és a származását.
Ezután Osburg lép színre, aki egészen idáig követte Artúrt. Artúr a szigetről távozóban, az erődben összetalálkozik Valdeburg báróval, akinek elmondja, hogy nem fogja oltár elé vezetni Isolettát, mert Alaidét szereti. A báró felismeri az idegen nőben egy fiatalkori ismerősét, de a hölgy kilétét ő sem árulja el. Artúrt arra kéri, hogy hagyja el a szenvedő asszonyt. A férfi ezt félreérti, és már majdnem párbajra kerül a sor, amikor Alaide közbeavatkozik.
Arturo ezután viharba keveredik, majd Osburggal és a vadászokkal találkozik. A férfi azt hazudja Artúrnak, hogy az idegen nő és a báró rászedi őt. Mind a ketten száműzöttek, és együtt akarnak elmenekülni. Ha nem hisz neki, akkor lesse meg kettőjük találkáját. Arturo el is rejtőzik a közelben. Nemsokára kinyílik a házikó ajtaja, és kilép rajta a báró a következő szavak kíséretében: „Ne feledd, megígérted, hogy lemondasz Artúrról és velem jössz!”. Alaide válasza: „Követlek, Leopold!”. Artúr ekkor előront rejtekéből, megsebesíti a bárót, majd a vízbe löki. Alaide kétségbeesésében felfedi a férfi előtt, hogy a báró a bátyja. Artúr elhatározza, hogy megmenti Valdeburgot, utána veti magát a tóba. Alaide úgy érzi, mindkét férfit ő ölte meg. Megjelenik Osburg és elfogatja, majd halálra ítéli tettéért az asszonyt.

### II. felvonás
Összeült a bíróság, hogy ítélkezzen Alaide felett. A halászok tanúként jelentkeznek és elmesélik a tóparton lezajlott párbajt. A prior (kommtúr) kijelenti, hogy ismeri a vádat, és megkérdezi Osburgtól, hogy hajlandó-e azt a vádlott szemébe mondani? Ezután félrehúzza és közli vele, hogy Artúr megmenekült, de nem kell tőle tartani, őrizetben van, őreit megvesztegették. Ezután bevezetik Alaidét és elkezdődik a tárgyalás, amit Artúr berohanása szakít félbe. A férfi önmagát okolja a történtekért. Osburg ekkor kijelenti, hogy barátja őrült, nem szabad neki hinni. A vitának az vet véget, hogy megjelenik maga Valdeburg is, és kijelenti, hogy ártatlan mind a két vádlott. A bírák azonban addig nem hajlandók elengedni Alaidét, amíg az fel nem fedi titkát. Az asszony végül fellebbenti fátylát. Valdeburg megsúgja a priornak a titkot: Alaide nem más, mint a száműzött királynő.

### III. felvonás
Artúr boldog, hogy szerelme megmenekült. Valdeburg azonban nem engedi őt húga közelébe, azt állítja, hogy az asszony megőrült, ezért jobb lesz, ha elveszi Isolettát. Artúr beleegyezik, de feltételnek szabja meg, hogy Alaide is legyen ott az esküvőn. A báró azt feleli, hogy kérje meg rá maga az asszonyt. Ezután Artúr felkeresi Isolettát, és közli vele, hogy még aznap megtartják az esküvőjüket.
Ezután a násznépet látjuk, amint bevonul a templomba. Alaide, az arcát elfátyolozva, egy oszlop mögül figyeli őket. Artúr úgy érzi magát, mint aki a vesztőhelyre igyekszik. Aztán megpillantja Alaidét. Az asszony hátraveti fátylát. Mindenki megdöbben, Artúr pedig őrjöng a szerelemtől. Kirohan a templomból és a asszony elé veti magát. Közli vele, hogy csak őrá vágyik, csak őt akarja. A násznép felismeri az idegen nőben a száműzött királynét, akit a prior felszólít, hogy térjen vissza a trónra, ugyanis időközben Isamberga elhalálozott. Artúr ekkor felkiált: „Csak a testemen át!”. Előveszi tőrét és szíven szúrja magát. A királyné összeomolva borul a holttestre. Most már valóban megőrült.
- Megjegyzés: az előadási gyakorlat miatt a legtöbb forrás kéz felvonásban ismerteti az opera cselekményét.

## Hangfelvételek
Alaide – Renata Scotto, Montolino grófja – Enrico Campi, Isoletta – Elena Zilio, Arturo – Renato Cioni, Valdeburg – Domenico Trimarchi, A prior – Maurizio Mazzieri, Osburgo – Glauco Scarlini. Közreműködik: a Teatro Massimo di Palermo ének- és zenekara, vezényel: Nino Sanzogno. A felvétel ideje: Palermo, Teatro Massimo, 1968. december 10. élő előadás felvétel. Kiadás: 1989. Melodram MEL 27039 2 CD AAD Stereo